# Recopa Sudamericana 2014
De Recopa Sudamericana 2014 was de 22ste editie van de Zuid-Amerikaanse supercup die jaarlijks gespeeld wordt in het Zuid-Amerikaanse voetbal tussen de winnaars van CONMEBOL competities Copa Libertadores en Copa Sudamericana. Atlético Mineiro won het toernooi door Lanús te verslaan over twee wedstrijden.

## Gekwalificeerde teams
| Team             | Kwalificatie                   | Vorige deelnames |
| ---------------- | ------------------------------ | ---------------- |
| Atlético Mineiro | Winnaar Copa Libertadores 2013 | geen             |
| Lanús            | Winnaar Copa Sudamericana 2013 | geen             |

## Wedstrijdinfo

### 1e wedstrijd
|                       |       |              |                  |                                                               |
| 16 juli 22:00 (UTC−3) | Lanús | 0 – 1        | Atlético Mineiro | Estadio Ciudad de Lanús , Lanus Scheidsrechter: Antonio Arias |
| 16 juli 22:00 (UTC−3) |       | 65' Tardelli |                  | Estadio Ciudad de Lanús , Lanus Scheidsrechter: Antonio Arias |

### 2e wedstrijd
|                       |                                                                      |            |                                 |                                                          |
| 23 juli 22:00 (UTC−3) | Atlético Mineiro                                                     | 4 – 3 (nv) | Lanús                           | Mineirão, Belo Horizonte Scheidsrechter: Roberto Silvera |
| 23 juli 22:00 (UTC−3) | Tardelli 6' (pen.) Maicosuel 37' Gómez 102' (e.d.) Ayala 111' (e.d.) |            | 8' Ayala 25' Silva 90+3' Acosta | Mineirão, Belo Horizonte Scheidsrechter: Roberto Silvera |

1989 · 1990 · 1991 · 1992 · 1993 · 1994 · 1995 · 1996 · 1997 · 1998 · 1999 · 2000 · 2001 · 2002 · 2003 · 2004 · 2005 · 2006 · 2007 · 2008 · 2009 · 2010 · 2011 · 2012 · 2013 · 2014 · 2015 · 2016 · 2017 · 2018 · 2019 · 2020 · 2021 · 2022